# Dialnet
Dialnet è un indice bibliografico e un portale web in lingua spagnola, specializzato nella letteratura scientifica pubblicata nell'ambito delle scienze sociali e delle scienze umane. Fondato nel 2001, dal 2009 è gestito dalla Dialnet Foundation, un'organizzazione senza scopo di lucro dell'Università di La Rioja. La sede operativa è a Logroño.
Al 2018 ospitava 10.175 riviste e 5.9 milioni di documenti.

## Descrizione
| Statistiche di Dialnet | Statistiche di Dialnet | Statistiche di Dialnet |
|                        | 2014                   | 2018                   |
| ---------------------- | ---------------------- | ---------------------- |
| Riviste                | 9 681                  | 10 175                 |
| Documenti              | 4 183 110              | 5 966 417              |
| Utenti                 | 1 219 801              | 1 888 491              |
| Tesi                   |                        | 140 924                |

La base di conoscenza è stata creata dall'Università di La Rioja ed è liberamente consultabile dagli utenti di Internet. È un'emeroteca virtuale che contiene gli indici e in alcuni casi il testo completo di documenti quali: riviste scientifiche e umanistiche pubblicate in Spagna, Portogallo e America Latina, nonché delle monografie, tesi di laurea e dissertazioni di dottorato e atti di conferenze.
Essa è alimentata dagli abstract inseriti dalle biblioteche di atenei spagnoli e latinoamericane e biblioteche sia pubbliche che specialistiche.
Dialnet è uno dei servizi di ricerca più utilizzati nel mondo accademico e culturale ispanico.
- offre la possibilità di pubblicare le tesi di dottorato in modalità full-text;
- offre un servizio di allerta, in base al quale l'abbonato riceve via e-mail la sintesi delle riviste e delle nuove pubblicazioni relative ai soggetti tematici prescelti;
- offre agli editori la possibilità di creare nuove riviste in formato elettronico.